# Ufens quadrifasciatus
Ufens quadrifasciatus är en stekelart som beskrevs av Girault 1915. Ufens quadrifasciatus ingår i släktet Ufens och familjen hårstrimsteklar. Inga underarter finns listade i Catalogue of Life.